# Mormon Island Cemetery
Mormon Island Relocation Cemetery (veelal afgekort tot Mormon Island Cemetery) is een begraafplaats in El Dorado Hills in de Amerikaanse staat Californië. 

## Geschiedenis
Het Mormon Island Cemetery werd in 1954 opgericht door het United States Army Corps of Engineers ter vervanging van verschillende begraafplaatsen in El Dorado County, Placer County en Sacramento County die door Folsom Lake werden overstroomd toen de Folsom Dam werd gebouwd. De begraafplaats bevat de overblijfselen van enkele van de vroegste mijnkampen die zijn opgericht na de ontdekking van goud door James W. Marshall in Coloma, een gebeurtenis die aanleiding gaf tot de Californische goldrush. In 1996 werden de graven uit het nabijgelegen Prairie City hier herbegraven om ruimte te maken voor de aanleg van een oprit naar U.S. Route 50 vanaf Prairie City Road.

## Overzicht van verplaatste graven
In 1954 zijn er in totaal de overblijfselen van 384 personen vanuit verschillende begraafplaatsen uit 3 counties verplaatst naar Mormon Island Cemetery:
El Dorado County
- Condemned Bar (5 graven)
- Natural Dam (6 graven)
- Negro Hill (36 graven)
- McDowell's Hill (10 graven)
- Salmon Falls (76 graven)

Placer County
- Carrollton Bar (5 graven)
- Doton's Bar (7 graven)

Sacaramento County
- Mormon Island (239 graven)

Daarnaast werden er individuele graven, die buiten de gevestigde begraafplaatsen waren gelegen, herbegraven van de volgende vijf personen: Albert Tweed, Abigail Packwood, John S. Smith, Chan Lin Din en het Beckholdt meisje. De oorspronkelijke locaties van de graven werden geregistreerd en de overblijfselen werden met alle elementen van het graf verplaatst. Meer dan 200 van de oorspronkelijke graven waren alleen gemarkeerd door rotsen of een inkeping in de grond en de namen van de individuen waren onbekend. Deze graven kregen markeringen met "Onbekend" en de naam van de begraafplaats of locatie waar ze verwijderd zijn.

## Controverse

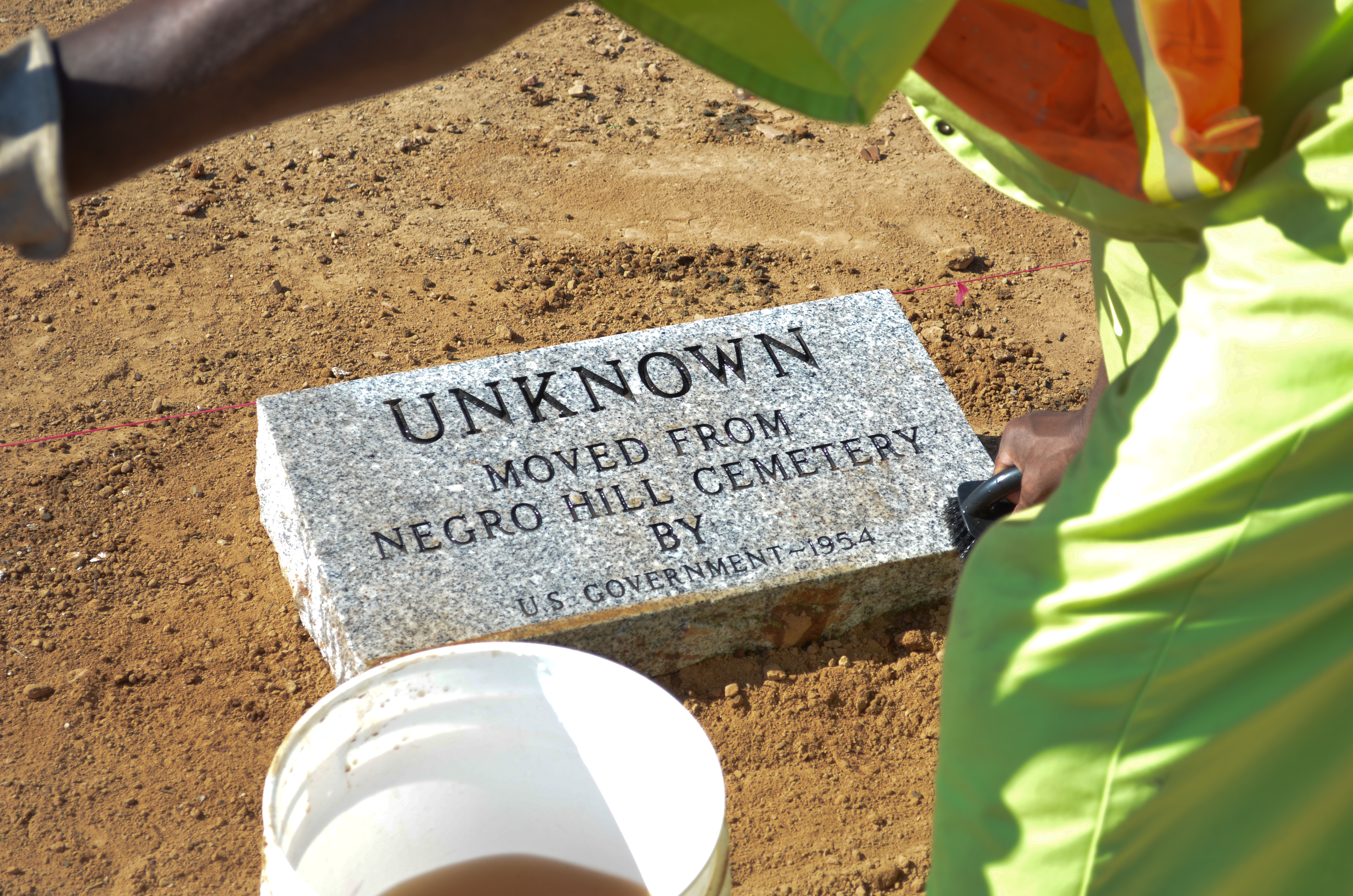
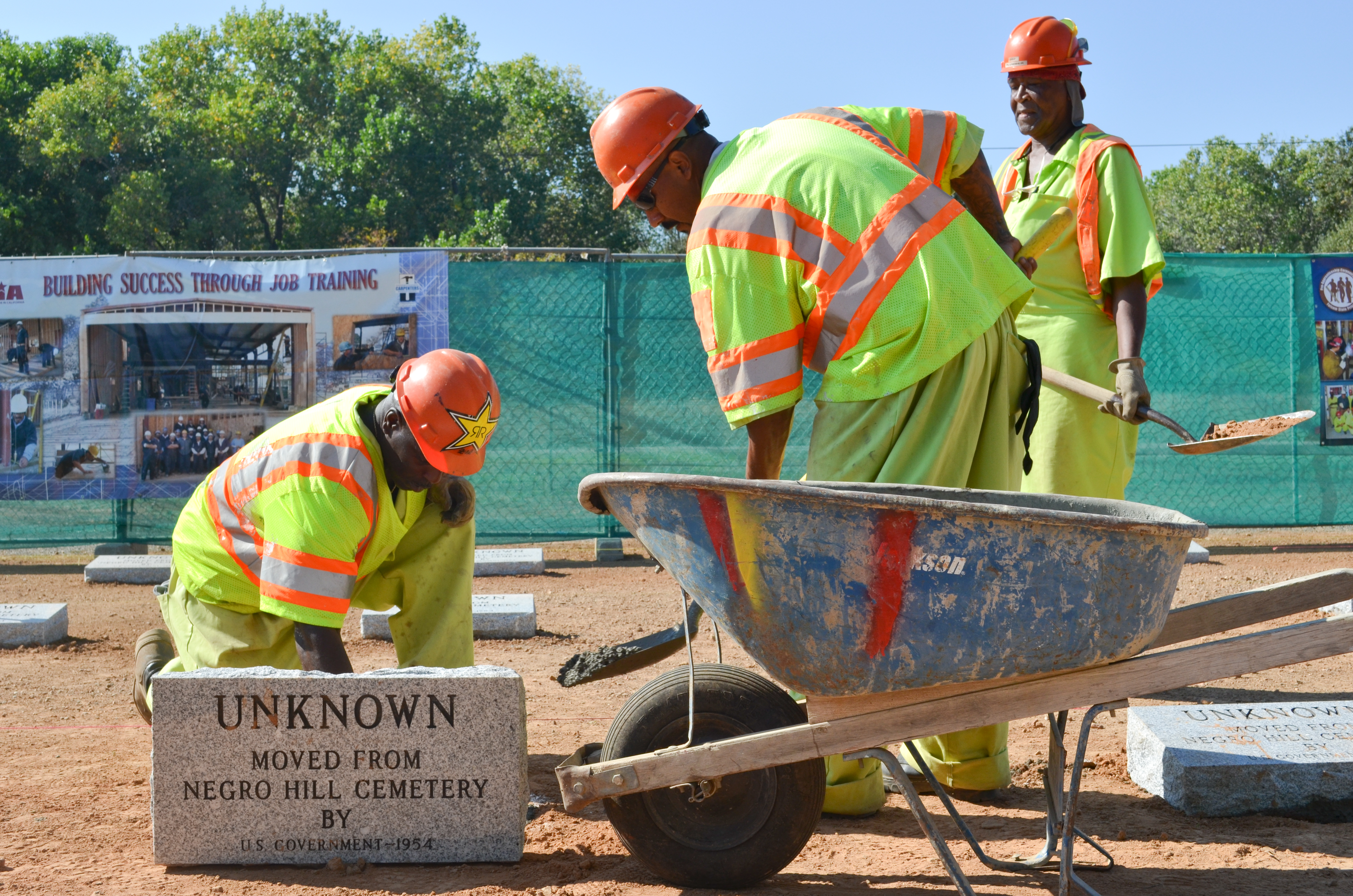
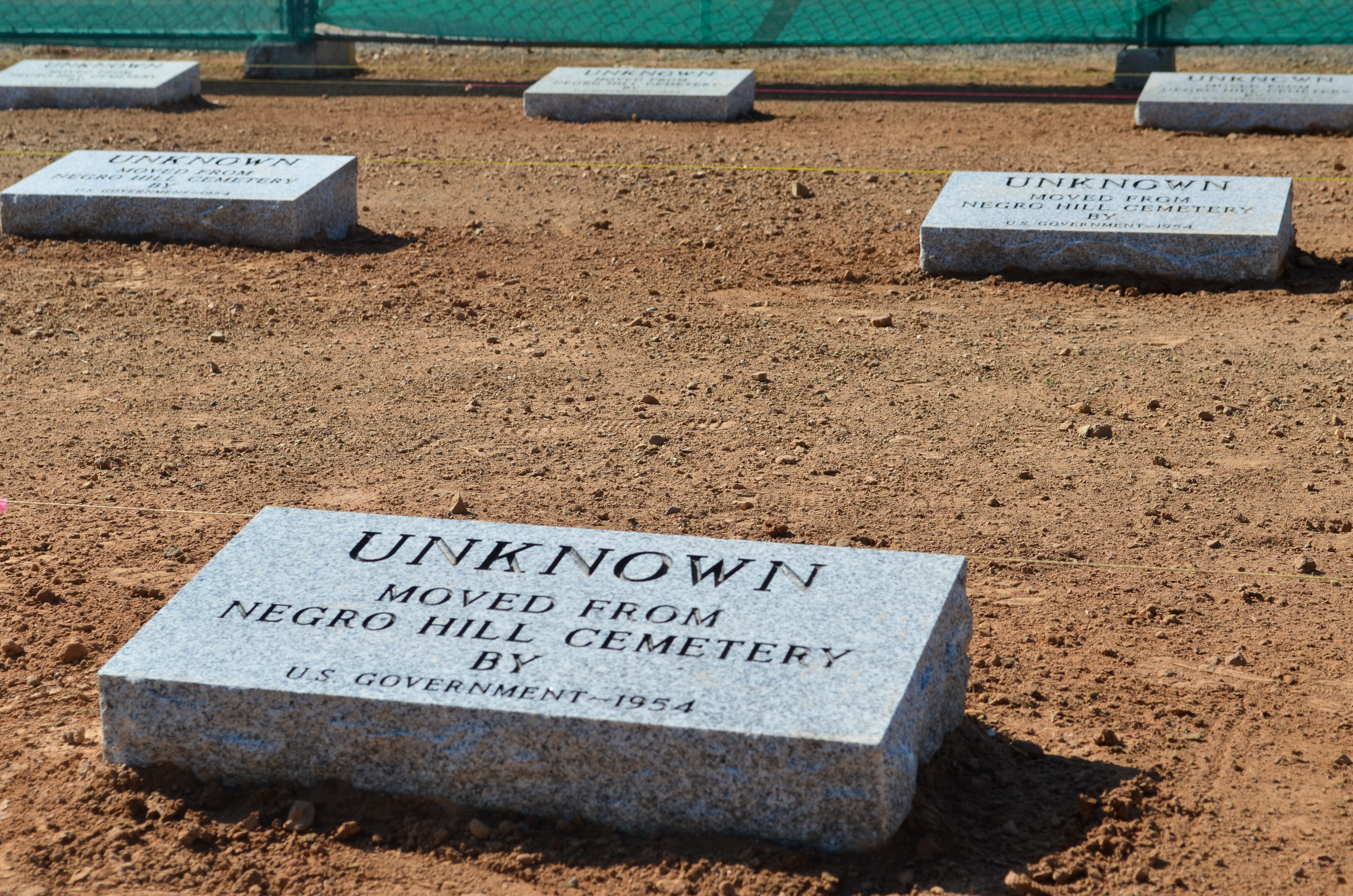
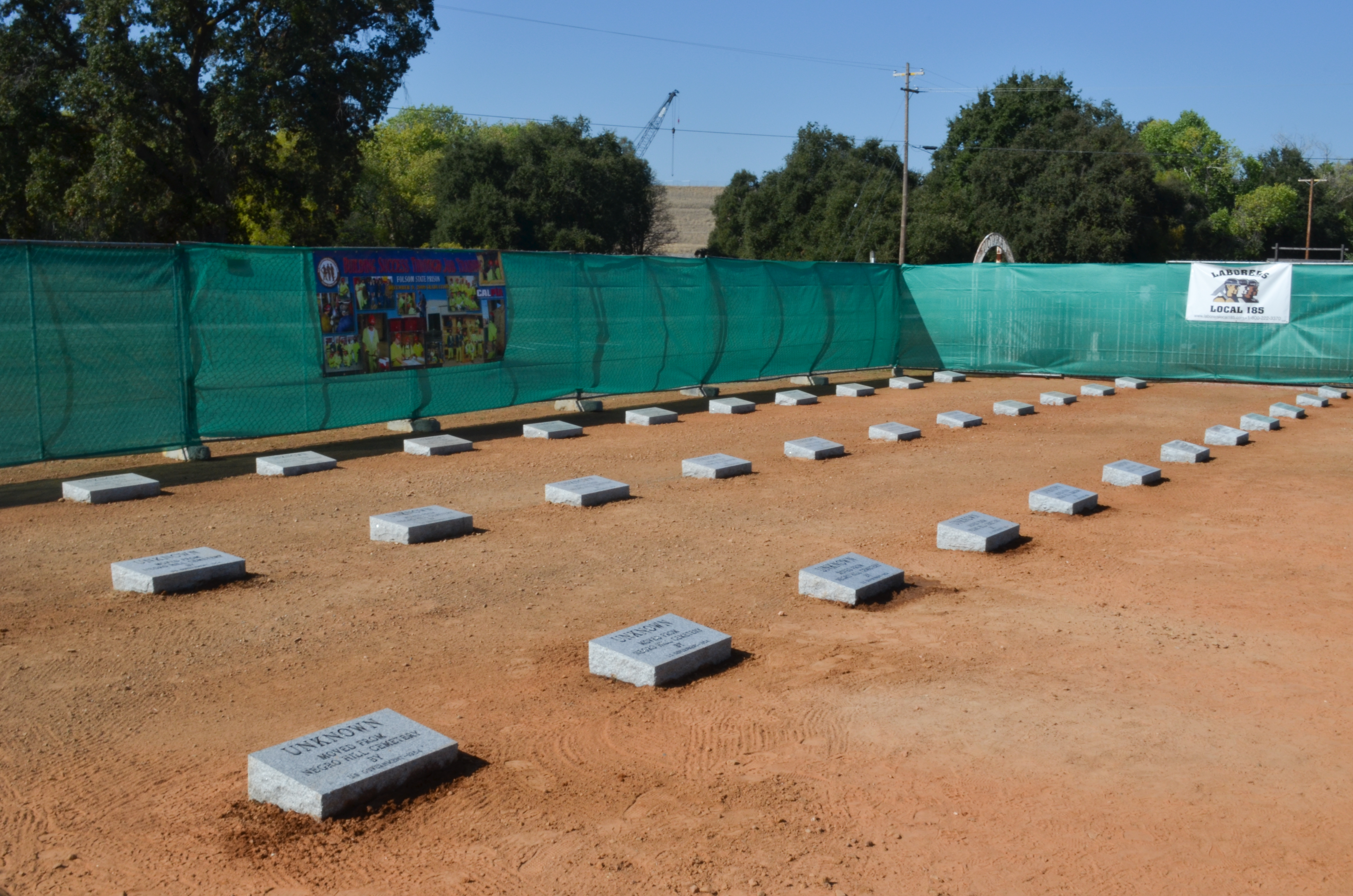
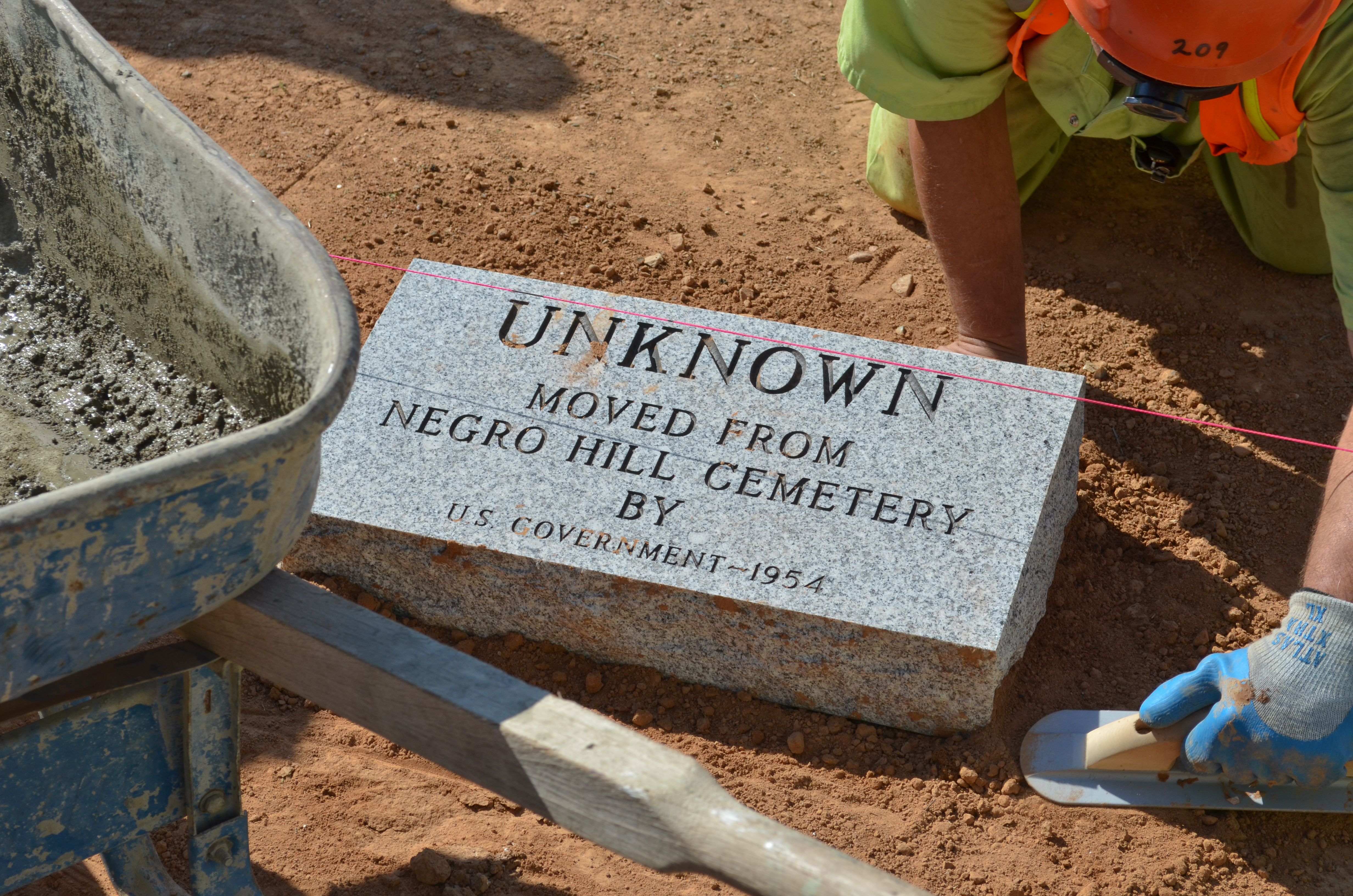